# Harta
Harta je zákrut na řece Smědé ve Frýdlantském výběžku Libereckého kraje na severu České republiky. Řeka tu v ortorulových skalách téměř do kruhu obtáčí nepojmenovaný vrchol (321 m n. m.) a tvoří tak údolí vymezené strmými skalními stěnami. V nejužším místě dosahuje šíře asi 200 metrů. Po severní straně vodního toku je vedena železniční trať z Liberce do polského Zawidówa, která skalním masivem kopce prochází Rigelským tunelem. Kolem vodního toku je vedena žlutá turistická trasa. Pro příznivce geocachingu je zde umístěna keška nazvaná „Přehrada Harta“.
Na vodním toku je vybudována hráz, která zadržuje vodu, jež se následně využívá k výrobě elektrické energie v hydroelektrárně uvedené do provozu roku 1906. Vlastní výrobní objekt je umístěn za zmíněným bezejmenným kopcem, jenž řeka za přehradou obtéká. Kopcem proto byla vysekána dvousetmetrová štola mající čtrnáctimetrový spád.